# 스탠딩 업
《스탠딩 업》(영어: Standing Up)은 2013년 공개된 미국의 드라마 영화이다.

## 출연

### 주연
- 챈들러 캔터버리
- 애너리즈 바쏘
- 라다 미첼

### 조연
- 발 킬머
- 윌리엄 J. 해리슨
- 자레드 케멀링
- 케이트 메이벌리
- 블레이크 쿠퍼 그리핀

## 기타
- 원작자: 브락 콜